# ألبرت وارد (كاتب سيناريو)
ألبرت وارد (بالإنجليزية: Albert Ward)‏ (و. 1870 – 1956 م) هو كاتب سيناريو، ومخرج أفلام بريطاني، ولد في لندن، توفي في لندن، عن عمر يناهز 86 عاماً.

## وصلات خارجية
- ألبرت وارد على موقع IMDb (الإنجليزية)
- ألبرت وارد على موقع أول موفي (الإنجليزية)
- ألبرت وارد على موقع كينوبويسك (الروسية)